# 技能試験
技能試験（ぎのうしけん）は、資格試験等において、受験者の技能を測定するために実施される実技試験である。多くは筆記試験に合格した者に対する二次試験として実施されている。技術系の資格においては一定年数の実務経験により免除されることがある。
技能試験には図表や文書を作成する、実務を模した工作等を行う、英語などで会話する、実際に乗り物などを操縦するものがある。

## 国家資格

### 電気工事士試験
電気工事士法の技能試験は、受験者が持参した作業用工具を用い、支給される材料を加工して出題配線図通りの電気工作物として完成させる方法で実施される。

### 消防設備士試験
特類以外の消防設備士は、実技試験としてイラストをから設備を判別する「鑑別」、建物の平面図に設備を書き込む「製図」がある。

### 気象予報士試験
気象予報士試験の実技では数値予報データから得られた各種の資料を元に設問に答える問題が出題される。初期の頃には、想定される業務に対応した、放送原稿用の予報文を作成する問題などがしばしば出題されたが、近年では、計算問題、作図問題などを含めた気象学の理解度を問う問題がほとんどである。

### 無線従事者国家試験
第一級・第二級・ 第三級総合無線通信士、第一級・第二級・ 第三級海上無線通信士、第一級海上特殊無線技士、航空無線通信士、航空特殊無線技士及び国内電信級陸上特殊無線技士には、 「電気通信術」としてモールス符号の手送り送信・音響受信、テレタイプの手送り送信、欧文通話表を使用した電話送信・受信の中から所定のものが実技として課される。
総合無線通信士、海上無線通信士、航空無線通信士では、意思疎通の能力を確認するため英会話の試験がある。

### 自動車運転免許試験
指定自動車教習所における技能検定は技能試験に準じた要領で実施されるが完全に同一ではなく、特に採点基準は大幅に緩和されている。一方運転免許試験場における技能試験（一発試験）での採点は非常に厳格である。受験者1人あたり数分程の運転時間の中で、運転技量、法規理解度、安全運転の習慣性などを総合的に問われており、特に上位免許に該当する技能試験の場合には、試験官の心象を悪くするような運転操作があった場合には即試験中止とされるなど、合格率は非常に低い。
第一種普通自動車免許に関する限り、新規免許取得者中の指定自動車教習所卒業生の占める割合は97%を超え、一発試験での合格者の占める割合は極めて少数である。
なお、技能試験で路上走行が実施される免種（大型免許・中型免許・準中型免許・普通免許、大型第二種免許・中型第二種免許・普通第二種免許）では、第一種免許を取得する場合や、第二種免許を受験する際に技能試験で用いる自動車を運転できる第一種免許を有していない場合は仮運転免許の取得が必要となる。
また、大型特殊自動車第二種免許およびけん引第二種免許は現在、教習に関する規程がないため指定自動車教習所での教習や技能検定は行われていない。したがって必ず一発試験を受験して合格しなければ、免許を取得することが出来ない。

### 操縦士試験
航空機の操縦士は、筆記試験と身体検査に合格後に航空機操縦練習許可書（仮免許）が交付され、教官が同乗した状態で一定時間の操縦訓練を行い、最終試験として国交省の試験官が同乗した状態で指定された操縦を行う実技試験に合格すると免許が交付される。

### 船舶操縦士
小型船舶操縦士の試験には、係留や点検など船舶の取扱いと操船の実技試験が課される。

### 水先人
水先人の筆記試験には海図の作図、口述試験には英会話の実技試験が課される。